# 国立波尔多高等电子、计算机信息与无线电通信学院
法国国立波尔多高等电子、计算机信息、通信、数学与机械学院（法語：École nationale supérieure d'électronique, informatique, télécommunications, mathématiques et mécanique de Bordeaux）是一所以培养法国优秀电子工程，计算机与信息技术，通信工程，机械建模高科技人才的公费制工程师学校。学校以其优秀的计算机，电子，通信，信号处理及机械建模方面的优势，吸引了许多研究人员，公司，和服务性行业的目光。有很多公司和研究所和学院在以上方面有合作关系。由于越来越多的法国公司需要技术方面的人才，学校的合作项目也逐年扩大。

## 学校介绍

### 学院简史
- 自1920年从波尔多大学（理工科）划分出来，国立波尔多高等电子、计算机信息与无线电通信学院，是法国电子领域历史最悠久的工程师院校之一。
- 从1929年开始，学校开始授予其毕业学生以工程师文凭Titre d'ingénieur，并于1934年，成为了首批由法国工程师文凭颁发部门Commission des Titres d'ingénieurs认证的文凭。
- 1975年，学校加入(ENSI)Ecoles Nationales Supérieures d'Ingénieurs（中文译名：法国国立工程师学校）名册。主要招收学生方式为：通过为申请大学校而设立的法国理科预科班统一考试Concours Communms Polytechniques。
- 1986年，学校通过法国教育部(Etablissement Public à Caractère Administratif)宣布其主要四大系院为电子、计算机科学与技术、电子通信和网络信息系统(RSI)

### 学院的历次更名
- 学校创办与1920年,创办时校名为École de Radiotélégraphie de Bordeaux(ERB)（中文译名：波尔多通信学院）。学校主要培养电子通信方面的工程师人才。
- 1936年, 改名为École de Radioélectricité de Bordeaux（中文译名：波尔多无线电电子学院）。
- 1940年, 又更名为École des Applications Modernes de la Radioélectricité de Bordeaux（中文译名：波尔多电子通信现代化应用学院）。
- 1975年, 被法国教育部批准为法国工程师大学校，同年改名为École Nationale Supérieure d'Électronique et de Radioélectricité de Bordeaux（中文译名：国立波尔多波尔多高等电子无线电通信学院）。
- 1986年, 学院成立了计算机系专业。
- 2000年9月, 学院成立了通信工程系专业，学校也因此更名为École nationale supérieure d'électronique, informatique et radiocommunications de Bordeaux中文译名:国立波尔多高等电子、计算机信息与无线电通信学院。

### 学院的授课制度
法国国立波尔多高等电子、计算机信息与无线电通信学院的学生（国外交流学生除外），大多通过参加Concours Communs Polytechniques（法国理工科大学校竞考的一种，参加竞考必须参加2年的理工科预科学习）的途径进入学校。但是只有约80%的学生可以参加第三年的学习。其余的学生会被淘汰，进入普通大学学习。
三年学业的课时总量为2000小时左右。（包括授课、习题课、上机课和工程制作）
学生可以在第三年到其在法国本土或国外的合作学校学习以获得双文凭。
学校主导教育思想为“模块化，个性化，专业化”。
每个学期的课程都被设置在6个不同的板块。课程大多为必修，单个板块不通过，可以参加学校安排的补考，如果补考不过，则不能进入下一阶段的学习。学生通过这样的课程设置达到自我激励的目的。每个系院每年平均都有45%以上的学生需要通过补考，进入下一阶段的学习。（校方数据：2005年~2008年）

### 学生人数
1995年开始，学校搬入新的教学楼，与此同时迎来学生人数大幅增长。
- 1995年，学校在校学生人数为433人。
- 1998年，学校在校学生人数为546人。
- 2004年，学校在校学生人数为710人。
- 2006年9月，学校在校人数为807，其中一年级人数达到285人。
- 2006年同年，有250名学生获得学校颁发的工程师文凭，其中电子系90人，计算机系80人，通信系55人，网络信息系统系25人。大量数据表明，学校已经成为了ENSI中第二大，阿基坦地区最大的工程师大学校。

### 学生社团
学校大力支持学生自主开设学生社团，主要的学生社团有
- AEI - Aquitaine Electronique et informatique
- BDS - Bureau des sports
- BDE - Bureau des eleves
- EIRBOT - Robotique
- Nord-Sud Ecoles - Association à but humainitaire
- S2E - Sport Evasion ENSEIRB
- AIE - Association des Ingenieurs ENSEIRB

## 行政管理

### 2007年的一些数字
- 2006年10月学生人数为806人
- 4个院系（网络信息系统系为合办）
- 72名教授和研究所研究人员
- 66名行政管理人员和技术顾问
- 100个国外合作学校
- 5,000,000欧元的教育经费，其中教学部分（设备维护：471038欧元，运作：2671255欧元）研究部分（设备维护：779000欧元，运作：112922欧元）
- 2个研究所支持：UMR CNRS IMS 和　LABRI
- 每年平均研究42个课题
- 每年合作公司盈利4,000,000欧元
- 建筑面积：13500平方米

信息来源于ENSEIRB出版的《Guide d'accuel de l'eleve et Reglement pedagogique 2007 2008》。